# Hans Dahlgren
Hans Eric Albert Dahlgren, född 16 mars 1948 i Uppsala församling, Uppsala län, är en svensk socialdemokratisk politiker och diplomat. Han var mellan 2019 och 2022 Sveriges EU-minister.
Dahlgren har varit utrikespolitisk rådgivare till fem statsministrar: Olof Palme, Ingvar Carlsson, Göran Persson, Stefan Löfven och Magdalena Andersson. Han var Sveriges FN-ambassadör 1997–2000, kabinettssekreterare 2000–2006 och statssekreterare hos statsminister Stefan Löfven 2014–2019.

## Biografi
Hans Dahlgren är född i Uppsala och uppvuxen i Boliden i Skellefteå kommun.

### Studier och militärtjänst
Hans Dahlgren var ordförande för Sveriges elevers centralorganisation (SECO) 1967. Därefter studerade han vid Handelshögskolan i Stockholm där han tog civilekonomexamen 1971. År 1973 gjorde han militärtjänst på tidningen Värnpliktsnytt.

### Reporter
Under 1970-talet var han inrikesreporter på TV1:s Aktuellt. Tillsammans med Bo Holmström rapporterade han från Norrmalmstorgsdramat i augusti 1973.

### Politisk karriär
Dahlgrens första tjänst vid Regeringskansliet var 1975–1976 som medarbetare till utrikesminister Sven Andersson. Efter valet 1976 blev Dahlgren pressekreterare hos nyblivne oppositionsledaren Olof Palme, en befattning han innehade också efter 1982 då Palme åter blivit statsminister. Åren 1983–1991 var Dahlgren statsministerns utrikespolitiske rådgivare, först åt Olof Palme, och från 1986 åt Palmes efterträdare Ingvar Carlsson då han också fick titeln ambassadör. Efter regeringsskiftet 1991 blev Dahlgren generalsekreterare för den Genève-baserade "Commisson on Global Governance". Efter valet 1994 utsågs Dahlgren till statsministerns statssekreterare i Statsrådsberedningen, först åt Ingvar Carlsson och därefter åt Göran Persson. Han var Sveriges FN-ambassadör i New York 1997–2000, och representerade Sverige i FN:s säkerhetsråd 1997–1998.
Dahlgren var åren 2000–2006 kabinettssekreterare vid Utrikesdepartementet och närmaste medarbetare till tre utrikesministrar: Anna Lindh, Laila Freivalds och Jan Eliasson. Dahlgren fick en betydande roll i massmediernas rapportering om Sveriges regerings hantering av flodvågskatastrofen i december 2004 då han och Lars Danielsson lämnade motstridiga uppgifter om sin kommunikation. Tsunamibanden visade slutligen att Dahlgrens version verkade vara den sanna.
Dahlgren var åren 2007–2010 ambassadör och chef för Sveriges ständiga representation vid de internationella organisationerna i Genève, och ett par år därefter Sveriges ambassadör för mänskliga rättigheter. 
Åren 2013–2014 var Dahlgren kanslichef hos Socialdemokraterna och tillika partikassör. Efter valet 2014 lämnade han dessa uppdrag för att bli statssekreterare med ansvar för utrikes- och EU-frågor hos den nytillträdde statsministern Stefan Löfven. År 2019 blev han statsråd i Statsrådsberedningen med titeln EU-minister i regeringen Löfven II och fick därmed för första gången en mer utåtriktad roll i politiken.
Efter att regeringen förlorat valet 2022 utsågs Dahlgren till huvudsekreterare i Socialdemokraternas programkommission, som arbetade fram ett förslag till nytt partiprogram inför kongressen 2025.

## Utmärkelser
Dahlgren tilldelades 2017 utmärkelsen som officer av den franska hederslegionen.